# Motorama
motorama — музичний гурт з Ростова-на-Дону, утворений 2005 року. Грає тві-поп і пост-панк. У 2011 році motorama разом із сайд-проектом «Утро» були номіновані на премію «Степовий вовк». Гурт гастролює по Європі, в той же час в Росії концерти обмежуються Москвою, Ростовом та Санкт-Петербургом.
Гурт виконує пісні тільки англійською мовою. Спочатку грали пост-панк, але на першому LP гурту — Alps — з'явилися інтонації стилів нова хвиля і тві-поп, і музика з депресивної перетворилася на світлу і меланхолійну.
Сайд-проект учасників motorama, гурт «Утро», випустив російськомовний альбом.
Другий студійний альбом Motorama під назвою Calendar вийшов 18 жовтня 2012 на французькому лейблі Talitres.
На своїх сторінках в соц мережах, гурт офіційно підтримав окупацію українського Криму Російською Федерацією. Окрім того, гурт внесено до бази "Миротворець".

## Склад
- Владислав Паршин — вокал, гітара
- Ірина Паршина (Ирина Паршина) — бас-гитара
- Олександр Норєц (Александр Норец) — клавішні
- Максим Поліванов (Максим Поливанов) — гітара
- Олег Чєрнов (Олег Чернов) — ударні

## Дискографія

### Альбоми
- Alps (2010)
- Calendar (2012)
- Poverty (2015)
- Dialogues (2016)

### Міні-альбоми
- Strangest Innocence (2006)
- Horse (2008)
- Bear (2009)

### Сингли
- «Ghost» (2009)
- «One Moment» (2011)
- «Empty Bed» (2011)
- «Eyes» (2013)
- «She Is There» (2014)
- «Holy Day» (2016)